# Ambrysus pulchellus
Ambrysus pulchellus är en insektsart som beskrevs av F. Jules Montandon 1897. Ambrysus pulchellus ingår i släktet Ambrysus och familjen vattenbin.

## Underarter
Arten delas in i följande underarter:
- A. p. pallidulus
- A. p. pulchellus